# Sergi Sala

Sergi Sala es un actor español de teatro, cine y televisión. Con una sólida formación actoral, su trayectoria abarca también la locución el doblaje y hacer de speaker. Se formó en el Col.legi del Teatre de Barcelona entre 1996 y 2001.

## Trayectoria

### Formación
Sala cursó estudios en el Col.legi del Teatre de Barcelona (1996‑2001) y posteriormente realizó cursos de casting con Luis Rosales, Rosa Estévez, Tonucha Vidal y Cristina Perales.

### Teatro
En el ámbito teatral ha trabajado en el circulo profesional independiente de Barcelona en diferentes montajes teatrales, y actualmente también es profesor y mentoring de interpretación de niños y adultos.

### Cine
Ha participado en varias películas: Sitges‑Nagasaki (2007) interpretando a Trotsky, Mala Uva (2004) como Sergio, Rottweiler (2004) como Guardaespaldas y Jugar a Matar como dependiente.

### Televisión
En televisión ha aparecido en series como El Mapa de los Anhelos (2025), Ciudad de Sombras (2025), Grande de España (2025), Com si fos ahir (2024), La Última Noche en Tremor (2023), Moebius (2021), y El Inocente (2021) También participó en programas de TV3 como Majoria Absoluta, Plats Bruts y Laberint d’ombres. Entre 2008 y 2010 fue presentador del magazine Calaix de Sastre en Canal Català Osona